# Eophileurus tetraspermexitus
Eophileurus tetraspermexitus är en skalbaggsart som beskrevs av Brett C.Ratcliffe 1988. Eophileurus tetraspermexitus ingår i släktet Eophileurus och familjen Dynastidae. Inga underarter finns listade i Catalogue of Life.